# Diallus papuensis
Diallus papuensis là một loài bọ cánh cứng trong họ Cerambycidae.